# روستای حاج قیصر
روستای حاج قیصر یا موتور شماره ۲۱۰  روستایی در دهستان ریگ ملک بخش ریگ ملک شهرستان میرجاوه استان سیستان و بلوچستان ایران است.

## جمعیت
بر پایه سرشماری عمومی نفوس و مسکن در سال ۱۳۹۵ جمعیت این مکان ۲۱۴ نفر (۵۶خانوار) بوده‌است.